# Lost Dogs
《Lost Dogs》는 2003년 나온 펄 잼의 모음집 음반이다.

## 곡 목록

### 1번시디
1. "All Night" – 3:22
  - 《No Code》 녹음에서 남은 노래이다.
2. "Sad" (베더) – 3:39
  - 《Binaural》 녹음에서 남은 노래를 다시 녹음한 것이다.
3. "Down" (고사드·매크리디·베더) – 3:15
  - 〈I Am Mine〉 싱글의 비사이드(B-Side)이다.
4. "Hitchhiker" (베더) – 3:17
  - 《Binaural》 녹음에서 남은 노래이다.
5. "Don't Gimme No Lip" (고사드) – 2:35
  - 《No Code》 녹음에서 남은 노래이다.
6. "Alone" (애브루지스·아멘트·고사드·매크리디·베더) – 3:11
  - 《Ten》 녹음에서 남은 노래를 다시 녹음한 것이다.
7. "In the Moonlight" (캐머런) – 3:07
  - 《No Code》 녹음에서 남은 노래이다.
8. "Education" (베더) – 2:46
  - 《Binaural》 녹음에서 남은 노래를 다시 녹음한 것이다.
9. "Black, Red, Yellow" (베더) – 3:26
  - 〈Hail, Hail〉의 비사이드였던 것을 재녹음 한 것이다.
10. "U" (베더) – 2:53
  - 〈Wishlist〉의 비사이드였다. 목소리를 다시 녹음했다.
11. "Leaving Here" – 2:51
12. "Gremmie Out of Control" – 2:25
13. "Whale Song" (아이언스) – 3:35
14. "Undone" (베더) – 3:10
  - 〈I Am Mine〉의 비사이드를 재녹음 한 것이다.
15. "Hold On" (고사드베더) – 4:22
  - 《Ten》 녹음에서 남은 노래이다. 목소리는 2003년경에 녹음했다.
16. "Yellow Ledbetter" (아멘트·매크리디·베더) – 5:00
  - Jeremy 싱글의 뒷면 곡이었다. 1994년 큰 인기를 끌었다.